# Симон (Новиков)
Митрополит Си́мон (в миру Сергей Михайлович Новиков; 5 февраля 1928, деревня Жолнино, Даниловский район, Ярославская область — 1 сентября 2006, Николо-Бабаевский монастырь, Некрасовский район, Ярославская область) — епископ Русской православной церкви. Митрополит Рязанский и Касимовский (1972—2003). Почётный гражданин Рязани (2001), Почётный гражданин Рязанской области (2003).

## Биография
Родился 5 февраля 1928 года в деревне Жолнино в верующей крестьянской семье. Отец — Михаил Гаврилович — некоторое время был председателем колхоза. Мать — Анна Дмитриевна — была особенно религиозна, в связи с чем и Сергей с детства посещал церковь. В семье, кроме него, было ещё двое детей: дочь Нина (затем монахиня Нонна) и сын Александр.
Окончил 10 классов Вятской средней школы Некрасовского района (1942), Ярославский химико-механический техникум (1947), работал электротехником, помощником начальника электроцеха на заводе резино-технических изделий в Ярославле. Продолжал посещать храм, познакомился с иеромонахом (будущим архимандритом) Авелем (Македоновым), иеромонахом (будущим митрополитом) Никодимом (Ротовым), а затем и с архиепископом Ярославским и Ростовским Димитрием (Градусовым), который рекомендовал его для поступления в семинарию.
По воспоминаниям современников,

Сергей стал собирать документы для поступления, что оказалось делом весьма нелёгким. Над его верой в Бога давно уже издевались. Высмеивали в газетах. Пытались отвлечь, втянув в весёлую компанию и пробуя приучить к пиву… Но Сергей оставался непреклонен и твёрд в своей вере в Господа Бога. Узнав о намерении Новикова стать священником, начальство завода, на котором он работал, всполошилось. Его вызвали, уговаривали остаться на заводе, обещали повышение по службе, высокую зарплату, квартиру, но всё тщетно…

Окончил Московскую духовную семинарию (1955), Московскую духовную академию со степенью кандидата богословия (1959; тема кандидатской работы: «Митрополит Филарет как истолкователь Священного Писания Ветхого Завета»).
17 декабря 1958 года принят в число братии Троице-Сергиевой Лавры и 28 декабря того же года наместником Лавры архимандритом Пименом (Хмелевским) пострижен в монашество с именем Симон в честь преподобного Симона Радонежского, ученика преподобного Сергия.
18 января 1959 года епископом Дмитровским Пименом (Извековым) рукоположён в сан иеродиакона, а 12 апреля — в сан иеромонаха.
В 1959 году окончил Московскую духовную академию со степенью кандидата богословия. Оставлен преподавателем Московской духовной семинарии, а с 1963 года и академии.
2 января 1964 года возведён в сан архимандрита.
С 1964 — доцент по кафедре византологии Московской духовной академии.
В 1964—1965 годы — настоятель Преображенского храма Троицкого Патриаршего подворья в селе Лукино Московской области.
В 1965—1972 годы — инспектор Московских духовных академии и семинарии.
11 октября 1972 года решением Священного Синода определён епископом Рязанским и Касимовским.
14 октября 1972 года в Покровском храме Московской духовной академии хиротонисан в сан епископа Рязанского и Касимовского. Хиротонию совершали: митрополит Таллинский и Эстонский Алексий (Ридигер), архиепископ Краснодарский и Кубанский Алексий (Коноплёв), архиепископ Дмитровский Филарет (Вахромеев), епископ Ташкентский и Среднеазиатский Варфоломей (Гондаровский), епископ Саратовский и Волгоградский Пимен (Хмелевский), епископ Виленский и Литовский Анатолий (Кузнецов).
7 сентября 1978 года возведён в сан архиепископа.
За период его управления епархией количество приходов увеличилось в несколько раз. В епархии были открыты восемь монастырей (четыре мужских и четыре женских), основаны Рязанское духовное училище (1990; владыка Симон преподавал в нём литургику) и православная гимназия во имя святителя Василия Рязанского (1995), на факультете русского языка и литературы Рязанского государственного педагогического университета имени С. А. Есенина было создано отделение теологии. Являлся главным редактором «Рязанского церковного вестника». В течение почти 10 лет был членом Смешанной Богословской комиссии по православно-реформаторскому диалогу, участвовал в её заседаниях в Болгарии, Норвегии, Швейцарии, Республике Корея и других странах, выступал с докладами.
25 февраля 2000 года в Богоявленском соборе в Москве Патриархом Алексием II возведён в сан митрополита.
Решением Рязанского городского Совета № 329 от 23 августа 2001 года «за большой личный вклад в укрепление взаимодействия церкви с органами представительной и исполнительной власти, развитие церковной благотворительности» митрополиту Симону присвоено звание «Почётный гражданин города Рязани». Постановлением Губернатора Рязанской области № 327-пг от 24 января 2003 года «за большой личный вклад в возрождение духовности, культуры и образования Рязанской области» владыке присвоено звание «Почётный гражданин Рязанской области».
7 мая 2003 года был почислен на покой. Жил в Николо-Бабаевском монастыре Ярославской епархии, недалеко от своего родного села Кишанки.
По словам иеромонаха Саввы (Михеева): «Имея достаточное положение в обществе, известность, большие возможности, этот человек не взял от этой жизни практически ничего. Почисленный на покой, он поселился в глухих развалинах монастыря, не имея никаких удобств, нужных в его достаточно пожилом болезненном возрасте. Принимал во множестве паломников, которые постоянно, изо дня в день, приходили, приезжали автобусами, всех терпеливо встречал, кормил, утешал, одаривал, провожал с миром».
Находясь на покое в Николо-Бабаевском монастыре, митрополит Симон продолжал служить литургию и проповедовать, принимал многих гостей, в том числе учащихся Православной гимназии имени святителя Игнатия (Брянчанинова). При его активном участии в монастыре был построен деревянный Никольский храм.

## Деятельность и личные качества
В некрологе владыки Симона говорилось: 
Исполняя различные административные послушания, митрополит Симон никогда не переставал быть пастырем, и служение Церкви Христовой, совершение Богослужений он считал своим главным долгом и основным призванием. Самоотверженное архипастырское служение митрополита Симона, его удивительный дар слова, внимательное и доброжелательное отношение к человеку, энциклопедические знания привлекали к нему множество людей.

По воспоминаниям диакона Никольского храма в городе Рыбное Рязанской епархии, 
когда Владыка Симон узнал о моём желании стать диаконом, то он пригласил меня к себе и познакомился со мной поближе. Узнав, что я художник, говорил со мной об искусстве, рассказывая о художниках и их работах такие уникальные факты, которые я не знал. Владыка любил поэзию, хорошо знал историю искусств. Он сам лично преподавал мне азы диаконского служения.
Владыка особенно почитал святителя Василия Рязанского. Автор богословских и церковно-исторических трудов, в том числе посвящённых святому князю Роману Рязанскому, епископу Рязанскому и Муромскому Гавриилу (Бужинскому). В 1988 опубликовал в «Журнале Московской Патриархии» статью о великом князе Рязанском Олеге Ивановиче, в которой защищал его репутацию от историков, считавших, что этот исторический деятель был союзником татаро-монгольского хана Мамая в период Куликовской битвы. Считал великого князя Олега патриотом Руси и защитником интересов Рязанской земли, поддерживал народное почитание князя в епархии. Предлагал канонизировать князя Олега, но получил отказ Священного Синода. Уделял особое внимание возрождению Богородице-Рождественского монастыря в Солотче, основанного князем Олегом, в котором похоронены сам князь и его жена Евпраксия.

## Музей митрополита Симона
15 февраля 2007 в Николо-Бабаевском монастыре был открыт музей, посвящённый памяти митрополита Симона. Он расположен в его монастырской келье. Среди экспонатов — церковное облачение митрополита, его церковные и светские награды, редкие фотографии, рукописи владыки.
Имя митрополита Симона носит музей истории Рязанской епархии 2-й половины XX века (торжественное открытее состоялось 10 декабря 2014 г.). Музей расположен в бывшем здании Рязанского епархиального управления, в котором с 1972 по 2003 гг. владыка Симон проживал и трудился в качестве управляющего Рязанской епархией. В экспозиции музея представлены богослужебное облачение, церковные ордена, а также орден Почёта архипастыря.

## Награды
- Орден Дружбы (1995)
- Орден Почёта (2000) — за большой вклад в укрепление гражданского мира и возрождение духовно-нравственных традиций[6]
- Почётный гражданин города Рязани (2001)
- Почётный гражданин Рязанской области (2003)

## Публикации
статьи и послания
- Симеон Новый Богослов — учитель опытного богословия [актовая речь на годичном акте в МДА] // Журнал Московской Патриархии. М., 1966. — № 11. — С. 54-60
  - Syméon le Nouveau Théologien — maître de la théologie vécue // Вестник Русского Западно-Европейского Патриаршего Экзархата. М., 1967. — № 59. — С. 148—156
- Основоположник русской библейской науки и экзегетической школы // Журнал Московской Патриархии. 1968. — № 2. — С. 59-64.
- Магистерский диспут в Московской Духовной академии [Митрополит Ленинградский и Новгородский Никодим. «Иоанн XXIII, папа Римский»] // Журнал Московской Патриархии. 1970. — № 7. — С. 39-41
- Профессор Московской духовной академии М. Д. Муретов и его труды по Четвероевангелию // Журнал Московской Патриархии. 1972. — № 4. — С. 75-80.
- В честь 550-летия со дня прославления Преподобного Сергия Радонежского // Журнал Московской Патриархии. 1972. — № 9. — С. 42.
- О богослужении, таинствах и обрядах в Эфиопской Церкви // Журнал Московской Патриархии. 1974. — № 4. — С. 59-67.
- Рязанская епархия и её покровитель святитель Василий, епископ Рязанский // Журнал Московской Патриархии. 1978. — № 4. — С. 68-73
- Святой благоверный князь Роман, Рязанский страстотерпец // Журнал Московской Патриархии. 1979. — № 12. — С. 64-69.
- Во вторую Неделю святого Великого поста // Журнал Московской Патриархии. 1981. — № 3. — С. 39-40.
- Слово на Успение Пресвятой Богородицы // Журнал Московской Патриархии. 1981. — № 8. — С. 45-46.
- О милосердном самарянине (в Неделю 25-ю по Пятидесятнице) // Журнал Московской Патриархии. 1982. — № 12. — С. 82-83
- В день памяти первоверховных апостолов Петра и Павла // Журнал Московской Патриархии. 1983. — № 7. — С. 20-21.
- Преосвященный Гавриил, епископ Рязанский и Муромский (+27 апреля 1731) // Журнал Московской Патриархии. 1984. — № 2. — С. 10-13.
- На заседании в Рязанском областном комитете защиты мира // Журнал Московской Патриархии. 1984. — № 10. — С. 41.
- Олег Иванович, великий князь рязанский // Журнал Московской Патриархии. 1988. — № 1. — С. 10-16.
- Святейший патриарх Тихон (1917—1929) и его служение: [Докл. на Междунар. науч.-церк. конф., посвящ. 400-летию установления Патриаршества в РПЦ. Москва, 5-8 сент. 1989 г.] // Вестник Русского Западно-Европейского Патриаршего Экзархата. М., 1989. — № 117. — С. 155—169.
  - Рязанский следопыт. — 1995. — № 4. — С. 5—10;
  - Переяславль: Литературный краеведческий сборник — Рязань, 1995. — № 4. — С. 32—40;
  - Благовест. — 1998. — № 8 (авг.). — С. 3, № 9 (сент.). — С. 7, № 10 (окт.). — С. 7;
  - Рязанский ежегодник 2002. — Рязань, 2002. — С. 102—104.
- Снова о Святой Горе / Беседовал А. Козлов // Эхо планеты. — 1989. — № 2. — С. 36—38. —
- «Сохранить священный дар жизни…» // Рязанский комсомолец. — 1989. — 30 марта.
- Вместе восстанавливать нравственность / Беседовал С. Солотчин // Рязанское узорочье. — 1989. — № 1 (сент.). — С. 6.
- О проповеди // Журнал Московской Патриархии. 1989. — № 8. — С. 47
- Обращение архиепископа Рязанского и Касимовского Симона к верующим, всем жителям области: Уборка урожая — общий нравственный долг // Приокская правда. — 1990. — 26 авг.;
- «Милосердия чистый свет» // Ориентир. — 1990. — № 9. — С. 10—12.
- Святейший Патриарх Тихон и его служение Русской Церкви // Журнал Московской Патриархии. 1990. — № 4. — С. 63-66.
- Рождественское послание архиепископа Рязанского и Касимовского Симона пастырям, клиру и всем верным чадам паствы Рязанской // Благовест. — 1993. — № 1 (дек.). — С. 2; 2000. — № 1 (янв.). — С. 2.
- Прославление Живоначальной Троицы // Журнал Московской патриархии. М., — 1993. — № 6. — С. 45—51.
- «Всякий в своем кругу делай, что можешь»: Об обязанностях христианина благотворно влиять на нравственность общества по творениям святителя Феофана, Вышенского затворника // Благовест. — 1994. — № 2 (февр.). — С. 2.
- Рязанская епархия — православная жизнь // Рязанский ежегодник 1996. — Рязань, 1996. — С. 105—108.
- «Да буду и я пастырем по сердцу Божию…» / Подготовила С. Аксенова // Благовест. — 1996. — № 9 (сент.). — С. 2.
- Рязанская епархия и её покровитель святитель Василий, епископ Рязанский // Вышенский паломник. — 1997. — № 4. — С. 55—61.
- Рязань гордится своим знатным земляком: Никодим (Ротов Б. Г.) // Митрополит Крутицкий и Коломенский Ювеналий. Человек церкви. — М., 1998. — С. 308—317.
- Возродим и сохраним нашу духовность // Рязанские ведомости. — 1998. — 2 апр. — (В соавт.).
- Троицкий монастырь // Святые врата. — 1998. — № 1 (июнь). — С. 1—2.
- Епископ Михаил (Грибановский) (1856—1898) // Альфа и Омега. М., 1998. — № 1(15). 20-31.
- «Славься, славься, родная земля…»: К 800-летию Рязанской епархии // Рязанские ведомости. — 1998. — 23 июня.
- Прекрасная, неповторимая, неотделимая от Великой Руси // Журнал Московской Патриархии. 1998. — № 8. — С. 18-20.
- О скорбях // Журнал Московской Патриархии. 1998. — № 8. — С. 59-61.
- Система непрерывного образования и её роль в развитии личности // Рязанский церковный вестник. — 1998. — № 11—12. — С. 4-6.
- Приветствие на празднике города в соединении с празднованием 300-летия со дня основания Успенского собора Рязанского кремля // Там же. — 1999. — № 9—10. — С. 2—3.
- Культура и нравственность // Земля Михайловская: История. Современность. XX век. — Рязань, 2000. — С. 85—87.
- Пасхальное послание митрополита Рязанского и Касимовского Симона пастырям, инокам и инокиням и всем верным чадам паствы Рязанской. — Рязань: ЗАО «Приз», 2000. — 4 с.: ил.
  - Рязанский церковный вестник. — 2001. — № 3—4. — С. 2—5.
- Несите тяготы друг друга! / Беседовала Л. Родина // Рязанский церковный вестник. — 2000. — № 3—4. — С. 17 — 20.
- «О Тебе радуется, Благодатная, всякая тварь…»: Проповедь // Там же. — 2000. — № 5—6. — С. 19-20.
- «Коль возлюбленна селения Твоя, Господи, сил…»: Проповедь // Там же. — 2000. — № 7—8. — С. 2-5.
- На Покров Пресвятой Богородицы: Проповедь // Там же. — 2000. — № 9—10. — С. 2—3; 2001. — № 5—6. — С. 6—7
- Рождественское Послание митрополита Рязанского и Касимовского Симона пастырям, клиру, инокам и инокиням и всем верным чадам паствы Рязанской. — Рязань: ЗАО «Приз», 2001. — 4 л.: ил.; Рязанские церковный вестник. — 2001. — № 1—2. — С. 6—7.
- Церковь, нация, государство: Доклад на 67-м Всемирном Русском Народном Соборе «Россия: вера и цивилизация. Диалог эпох» // Рязанский ежегодник’ 2001. — Рязань, 2001. — С. 46—47;
  - Благовест. — 2002. — № 1 (янв.).- С. 2;
  - Рязанский церковный вестник. — 2002. — № 3—4. — С. 2—7.
- Приветственное слово митрополита Рязанского и Касимовского Симона в день вступления в должность главы Администрации Рязанской области В. Н. Любимова // Рязанский церковный вестник. — 2001. — № 1—2. — С. 24—25.
- «Необходимо раскрыться душе народа» / Беседовала И. Матвеева // Рязанский ведомости. — 2001. — 14 апр.
- Приветственное слово митрополита Рязанского и Касимовского Симона в день вступления в должность главы администрации города Рязани П. Д. Маматова // Рязанский церковный вестник. — 2001. — № 5—6. — С. 6—7.
- Благодарственное слово митрополита Рязанского и Касимовского на присвоение ему звания «Почетный гражданин города Рязани» // Рязанский церковный вестник. — 2001. — № 11—12. — С. 18—19.
- Речь митрополита Рязанского и Касимовского на открытии теологического факультета Рязанского государственного педагогического университета имени С. А. Есенина // Рязанский церковный вестник. — 2001. — № 11—12. — С. 16—17.
- Речь митрополита Рязанского и Касимовского на празднике Дня города [Рязани] // Рязанский церковный вестник. — 2001. — № 11—12. — С. 20—22.
- Крепкое государство немыслимо без крепкой семьи // Эфир. — 2002. — № 1 (9 янв.). — С. 4.
- Бойтесь греха, а не числа // Эфир. — 2002. — № 6 (12 февр.). — С. 2.
- Митрополит Рязанский и Касимовский Симон архимандриту Авелю (Македонову): [Поздравления по поводу 75-летия] // Благовест: Спецвыпуск — 2002. — Июнь. — С. 14.
- Рождество Христово. Проповедь // Рязанский Церковный Вестник. — 2002. — № 2. — С. 28-30
- Церковь, нация, государство: Доклад на VI Всемирном русском народном соборе // Рязанский Церковный Вестник. — 2002. — № 3-4. — С. 2-7
- Пасха Христова // Рязанский Церковный Вестник. — 2002. — № 5-6. — С. 15-16
- Слово на Рождество Пресвятой Богородицы // Рязанский Церковный Вестник. — 2002. — № 9. — С.6-8
- Слово на Воздвижение Креста Господня. // Рязанский Церковный Вестник. — 2002. — № 9. — С.9-10
- Олег Иванович, великий князь Рязанский // Рязанский Церковный Вестник. — 2002. — № 9. — С. 22-28
- Покров Пресвятой Богородицы // Рязанский Церковный Вестник. — 2002. — № 10. — С. 4
- Проповедь на Рождественский пост // Рязанский Церковный Вестник. — 2002. — № 11. — С. 7-8
- Слово на Новый год // Рязанский Церковный Вестник. — 2002. — № 12. — С. 10-11
- Рождественский сочельник // Рязанский Церковный Вестник. — 2002. — № 12. — С. 11
- Пасхальное послание митрополита Рязанского и Касимовского Симона пастырям, клиру, инокам и инокиням и всем верным чадам паствы Рязанской. — Рязань: ЗАО «Приз», 2003. — 4 с.: ил.
- Духовность и проблемы национального хозяйствования // Благовест. — 2003. — № 2 (февр.). — С. 3.
- Да вси едино будут / Записала И. Матвеева // Рязанские ведомости. — 2003. — 5 февр.
- «Рязанские губернаторы всегда поддерживали Церковь Рязанскую» // Рязанский церковный вестник. — 2003. — № 3. — С. 25—28.
- «На основах православия строилась и гражданская жизнь» // Благовест. — 2003. — № 4 (апр.). — С. 4.
- Спасительное значение и духовный смысл таинства Крещения по его чинопоследованию // Рязанский Церковный Вестник. — 2003. — № 1. — С. 12
- Прощеное воскресенье // Рязанский Церковный Вестник. — 2003. — № 2. — С. 13-15
- «Рязанские губернаторы всегда поддерживали Церковь Рязанскую» : доклад на торжественном собрании, посвященном 225-летию образования Рязанской губернии // Рязанский Церковный Вестник. — 2003. — № 3. — С. 25-28
- Вознесение Господне // Рязанский Церковный Вестник. — 2003. — № 5. — С. 15-16

книги
- Труды, Послания, Слова и Речи. — Рязань: Узорочье, 1998. — 464 с.
- Проповеди. — Рязань: Фавор; Пресса, 2000. — Т. 1. — 272 с
- Проповеди. — Рязань: Фавор, 2002. — Т. 2. — 271 с., 1 л. портр.
- Воспеваю благодать Твою, Владычице : Проповеди, произнесенные в рязанских храмах на Богородичные праздники. — Рязань : Зерна, 2004 (ПИК ВИНИТИ). — 48 с. : ил.; 20 см; ISBN 5-901936-05-1
- Наследие митрополита Симона. — Рязань: Изд. Центр «Карандаш-Маркет», [2008]. — 82 с.
- Проповеди и Труды: [в 2 т.]. — Москва : Новоспасский монастырь, 2011. — 21 см; ISBN 978-5-87389-060-6
- В память вечную будет праведник. Митрополит Симон (Новиков) / [автор-составитель, редакция: монахиня Мелетия (Панкова)]. — Рязань : издание Рязанской епархии Русской православной церкви, cop. 2016. — 340 с.